# Фрайбург (Нижня Саксонія)
Фрайбург (нім. Freiburg) — громада в Німеччині, розташована в землі Нижня Саксонія. Входить до складу району Штаде. Складова частина об'єднання громад Нордкедінген.
Площа — 34,11 км2. Населення становить 1856 ос. (станом на 31 грудня 2021).

## Галерея

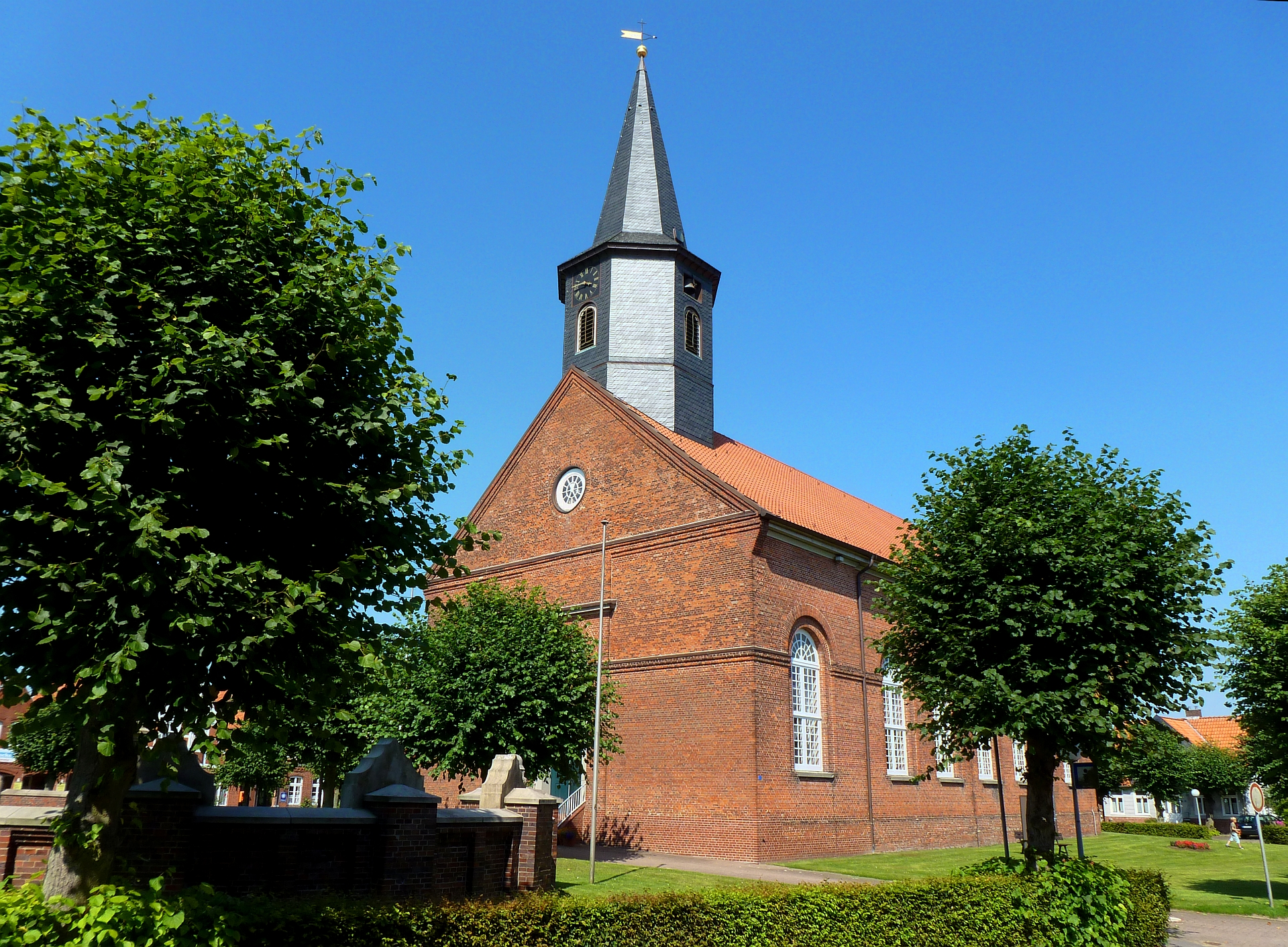
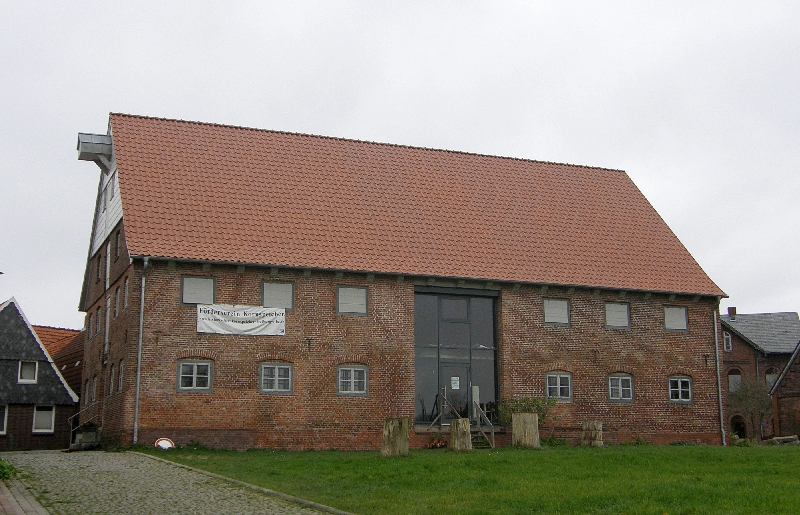
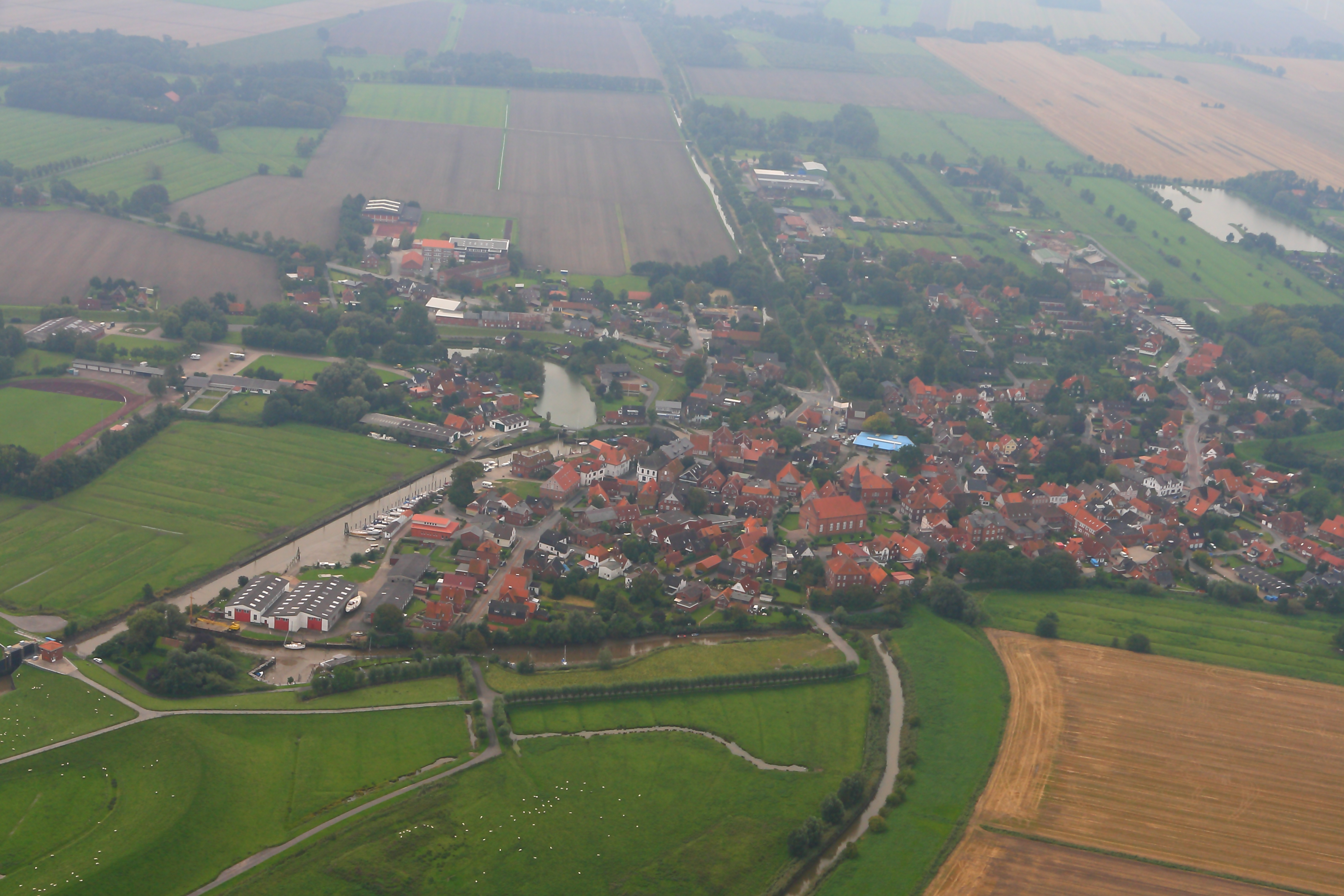
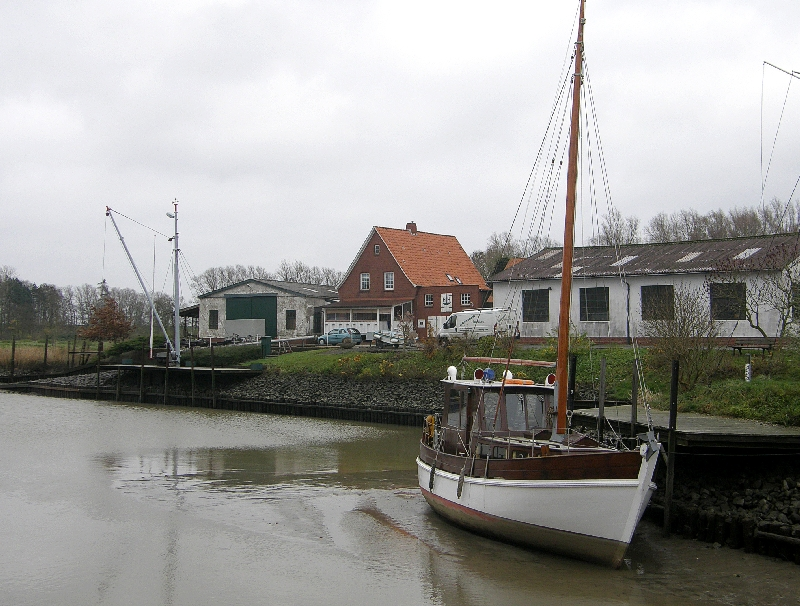
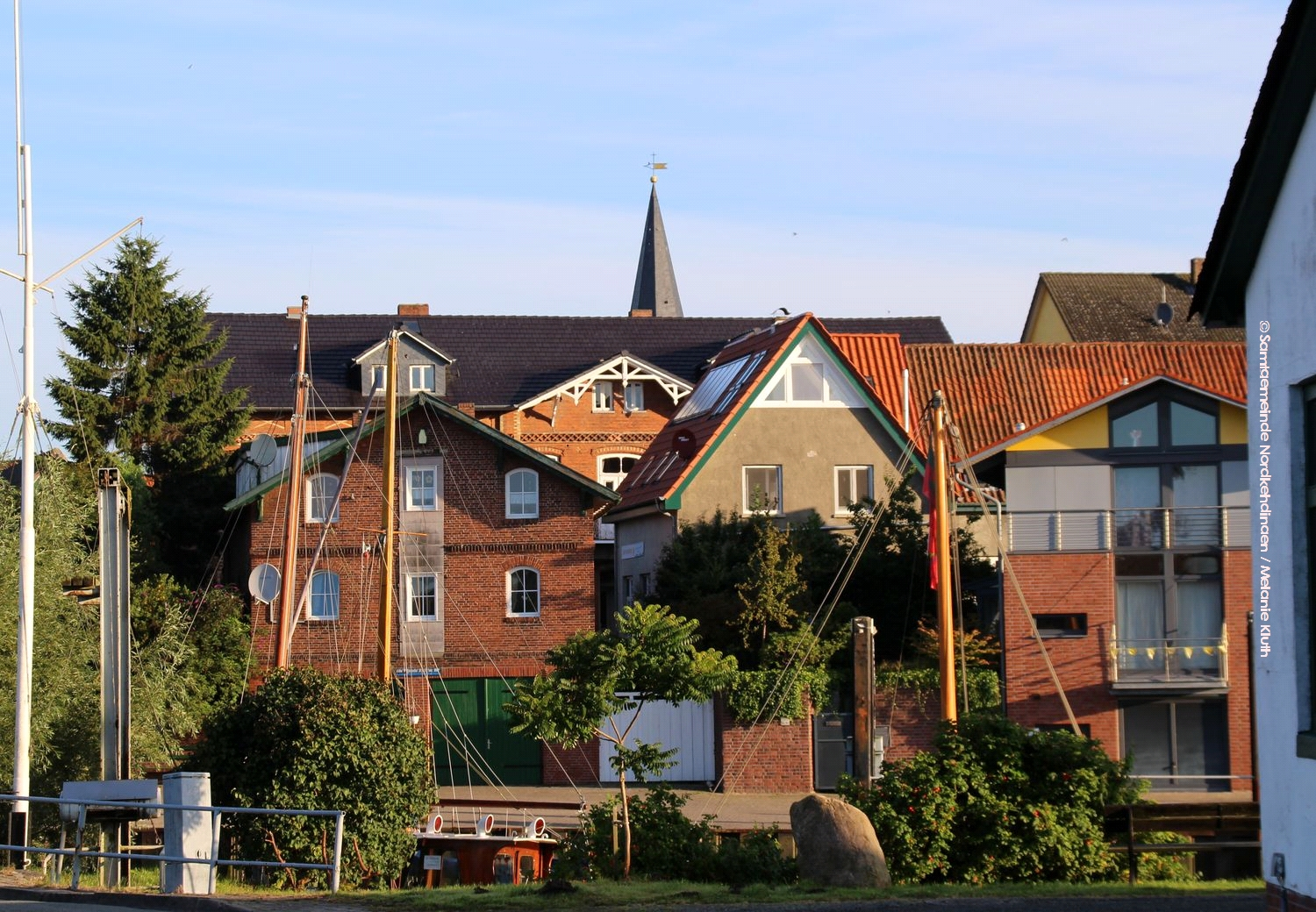
links
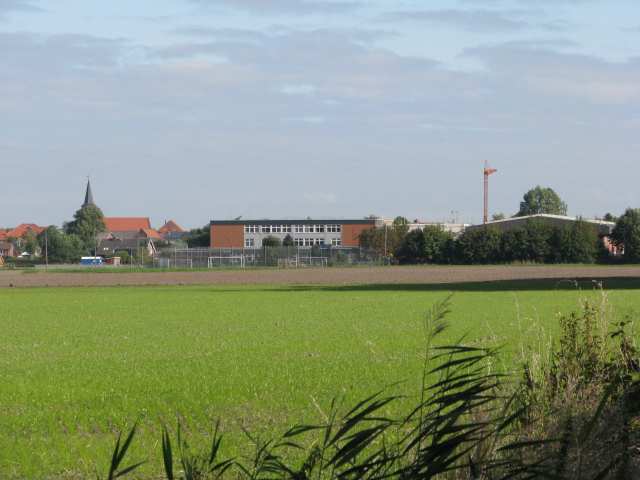